# کرایسلر ۱۸۰
کرایسلر ۱۸۰ (Chrysler ۱۸۰) نام یک اتومبیل ساخت شرکت کرایسلر است که در سال‌های ۱۹۷۰ تا ۱۹۸۲تولید شده‌است. طراحی آن خودروهای موتور جلو-محور عقب بوده طول آن در حالت طبیعی ۴٬۵۲۰ میلیمتر (۱۷۸٫۰ اینچ) و عرض آن در حالت طبیعی ۱٬۷۳۰ میلیمتر (۶۸٫۱ اینچ) و ارتفاع آن در حالت طبیعی ۱٬۴۳۰ میلیمتر (۵۶٫۳ اینچ) است. سیستم جعبه‌دندهٔ آن ۳ دنده به دو صورت خودکار و دستی است.